# Jamtsyn Davaajav
Jamtsyn Davaajav (n. 28 iunie 1953, Teshig⁠(d), Bulgan-Aimag, Mongolia – d. 2000) a fost un luptător ce a reprezentat Mongolia, medaliat olimpic. A participat la 2 ediții ale Jocurilor Olimpice (1976, 1980) în care a câștigat o medalie de argint.